# Henryk Sytner
Henryk Jerzy Sytner (ur. w 1937 w Kaliszu) – polski dziennikarz radiowy, promotor uprawiania sportu i turystyki.

## Życiorys
Urodzony w rodzinie żydowskiej. Syn Leona. W okresie II wojny światowej, będąc dzieckiem, przebywał w niemieckim w obozie pracy w Pionkach, skąd po ukończeniu 7 lat, został wywieziony do obozu koncentracyjnego Auschwitz, gdzie doczekał wyzwolenia przez Armię Czerwoną.
Pracował m.in. w dziale miejskim i sportowym czasopisma „Sztandar Młodych”. Studiował też aktorstwo. Od 1962 związany z Polskim Radiem, początkowo pracował w Programie I, od 1982 w Programie III (Trójce). 
Od 1970 (początkowo w „Studiu Młodych”, później w Programie III) popularyzuje jazdę na rowerze. Organizator m.in. corocznej akcji-konkursu dla młodzieży Wakacje na dwóch kółkach, podczas których namawia do wycieczek rowerowych i przesyłania z nich sprawozdań. Zwycięzcy – autorzy najlepszych relacji w nagrodę wyjeżdżają na rowerach w ciekawe rejony świata. W 2018 r. odbyła się 48. edycja konkursu. Inne autorskie radiowe audycje to Gimnastyka Henryka, Medal dla każdego i Wiadomości dla narciarzy.
Jest też instruktorem narciarskim. Od 1981 organizator „trójkowych” obozów narciarsko-tanecznych na Hali Szrenickiej w Karkonoszach. Inspirator związków Trójki ze Szklarską Porębą, nazywaną Zimową Stolicą Trójki. W 2001 otrzymał tytuł Honorowego Obywatela Szklarskiej Poręby.
Wystąpił w filmie Tadeusza Chmielewskiego Nie lubię poniedziałku. Juror tanecznego Konkursu rock'n'rolla im. Billa Haleya. W 2014 ukazała się jego książka pt. Henryka Sytnera wakacje na dwóch kółkach.
Odznaczony Złotym Krzyżem Zasługi (1998), Krzyżem Kawalerskim (2005) i Oficerskim (2015) Orderu Odrodzenia Polski, Złotym Medalem za Długoletnią Służbę (2012) i Złotym Mikrofonem Polskiego Radia (2014).